# Кормак Лайдир Маккарти, 9-й лорд Маскерри
Кормак Лайдир Маккарти, 9-й лорд Маскерри (англ. Cormac Laidir MacCarthy, 9th Lord of Muskerry; 1411—1494) — ирландский племенной лидер. Он основал монастырь Килкреа и построил замок Килкреа.

## Происхождение
Представитель гэльской династии Маккарти из Маскерри . Кормак родился в 1411 году . Старший сын Тайга Маккарти, 6-го лорда Маскерри (1380—1448). О его матери ничего не известно, даже её имя.
У него был младший брат Дермод, предок Маккарти из Дришана, и сестра Эллен, вышедшая замуж сначала за Донала Маккарти Рига, принца Карбери, а затем, во-вторых, за Эогана из Ратдуана.

## Брак и дети
Лорд Маскерри женился на Мэри, дочери Эдмонда Фицтомаса Фицмориса, 9-го барона Керри (умер в 1498), которого также называют бароном Ликсно вместо барона Керри.
У Кормака и Мэри был по крайней мере один сын и две дочери:
- Кормак Ог (1447—1536), 10-й лорд Маскерри, его преемник[4][5]
- Шейла или Джулия, вышла замуж за Томаса Фицджеральда, 11-го графа Десмонда [6][7]
- Эллен вышла замуж за Донала Маккарти Рига, 12-го принца Карбери[8].

## Деятельность
Его отец умер в 1448 году, но Маккарти не сразу добился успеха. Два дяди, Оуэн Маккарти, 7-й лорд Маскерри, и Кормак Маккарти, 8-й лорд Маскери, правили на основе принципа танистри.
Маккарти улучшил замок Бларни, расширив его крепость. Он также мог бы построить дом Карригнамак-Тауэр, если бы это не был его сын. Согласно легенде, Маккарти обнаружил и сохранил Камень Бларни.
В 1465 году он основал и построил монастырь Килкреа и построил неподалеку замок Килкреа.

## Смерть
Лорд Маскерри умер в 1494 году, будучи убитым своим братом Оуэном Маккарти (ум. 1498), и был похоронен в алтаре церкви монастыря Килкреа.